# Топоса језик
Топоса језик је језик из породице нило-сахарских језика, грана нилотских језика. Њиме се служи око 100.000 становника Јужног Судана у вилајету Источна Екваторија у региону Илемијски троугао. Њиме се служи народ Топоса, у употреби је латинично писмо и дели се на неколико сродних дијалеката.